# დ
Don (დონ), este cea de-a patra literă din alfabetul georgian.

## Transliterație
| Literă | Nume | Național | ISO 9984 | Laz | IPA |
| ------ | ---- | -------- | -------- | --- | --- |
| დ      | don  | D d      | D d      | D d | /d/ |

## Forme
| asomtavruli | nuskhuri | mkhedruli |
| ----------- | -------- | --------- |
|             |          |           |

## Reprezentare în Unicode
- Asomtavruli Ⴃ : U+10A3
- Mkhedruli și Nuskhuri დ : U+10D3